# Turniej o Brązowy Kask 1996
Turniej o Brązowy Kask 1996 – zawody żużlowe, organizowane przez Polski Związek Motorowy dla zawodników do 19. roku życia. W sezonie 1996 rozegrano dwa turnieje półfinałowe oraz finał.

## Finał
- 15 września 1996 r. (czwartek), Bydgoszcz

| Msc. | Zawodnik             | Klub                  | Pkt  |             |  |
| ---- | -------------------- | --------------------- | ---- | ----------- |  |
| 1    | Damian Baliński      | Unia Leszno           | 14+3 | (3,2,3,3,3) |  |
| 2    | Marcin Ryczek        | Polonia Bydgoszcz     | 14+2 | (3,3,2,3,3) |  |
| 3    | Mariusz Węgrzyk      | RKM Rybnik            | 12   | (2,3,3,2,2) |  |
| 4    | Tomasz Rempała       | Unia Tarnów           | 10   | (3,1,1,2,3) |  |
| 5    | Maciej Jąder         | Unia Leszno           | 9    | (3,2,3,d,1) |  |
| 6    | Andrzej Szymański    | Unia Leszno           | 9    | (t,3,2,2,2) |  |
| 7    | Wojciech Malak       | Polonia Bydgoszcz     | 8    | (2,1,0,2,3) |  |
| 8    | Tomasz Cieślewicz    | Start Gniezno         | 7    | (2,3,d,0,2) |  |
| 9    | Remigiusz Wronkowski | Apator Toruń          | 7    | (0,2,3,1,1) |  |
| 10   | Grzegorz Kłopot      | ZKŻ Zielona Góra      | 7    | (1,1,2,3,0) |  |
| 11   | Paweł Nizioł         | Stal Gorzów Wlkp.     | 6    | (2,1,2,1,d) |  |
| 12   | Wiesław Ośkiewicz    | GKM Grudziądz         | 5    | (0,2,d,3,0) |  |
| 13   | Bartłomiej Bardecki  | WTS Wrocław           | 4    | (1,d,1,0,2) |  |
| 14   | Paweł Duszyński      | Start Gniezno         | 4    | (1,0,1,1,1) |  |
| 15   | Krzysztof Kaczor     | Unia Tarnów           | 2    | (0,0,0,1,1) |  |
| 16   | Rafał Haj            | WTS Wrocław           | 0    | (d,d,d,0,d) |  |
|      | rez. Mariusz Lisiak  | Start Gniezno         | 1    | (1)         |  |
|      | Artur Pietrzyk       | Włókniarz Częstochowa |      |             |  |
|      | Rafał Okoniewski     | Polonia Piła          |      |             |  |
|      | Paweł Stormowski     | Wybrzeże Gdańsk       |      |             |  |

Uwaga: Wojciech Malak, Maciej Jąder, Rafał Haj zastąpili Artura Pietrzyka, Rafała Okoniewskiego, Pawła Stormowskiego